# Hendelpyrgota longicornis
Hendelpyrgota longicornis är en tvåvingeart som beskrevs av Vanschuytbroeck 1963. Hendelpyrgota longicornis ingår i släktet Hendelpyrgota och familjen Pyrgotidae.
Artens utbredningsområde är Kongo. Inga underarter finns listade i Catalogue of Life.